# Sven Söderberg (filolog)
Sven Otto Magnus Söderberg, född den 27 mars 1849 i Lund, död den 24 april 1901, var en svensk språk- och fornforskare.

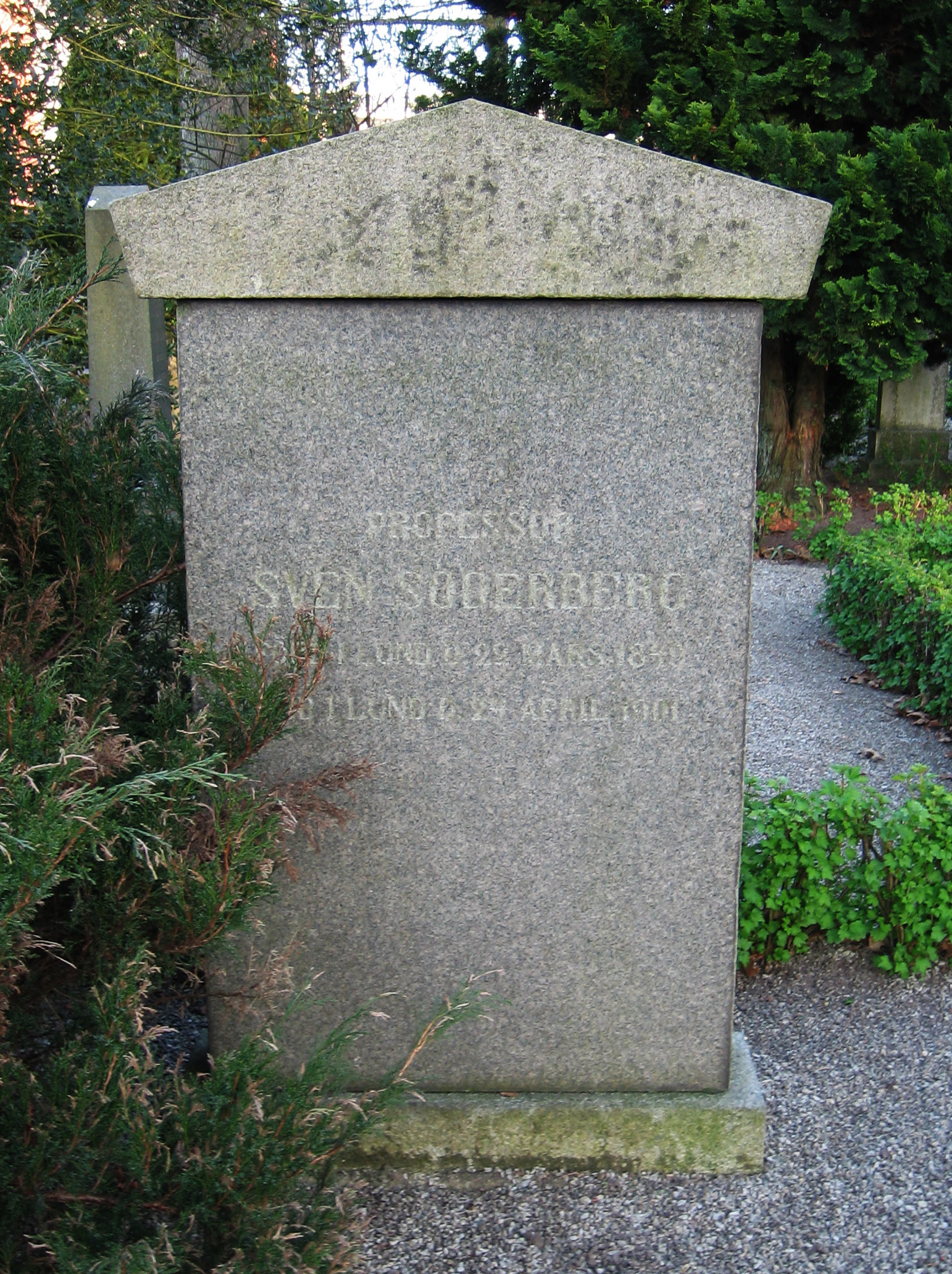
Sven Söderbergs grav på Norra kyrkogården i Lund.

Söderberg blev student 1870, filosofie doktor och docent i Lund 1879 samt föreståndare för dess historiska museum 1888. Han skötte professuren i nordiska språk läsåren 1895–97 och med halv undervisningsskyldighet från höstterminen 1897. Söderberg företog vidsträckta ut- och inrikes resor för arkeologiska och filologiska studier och blev titulär professor 1901. Hans främsta skrifter är Forngutnisk ljudlära (gradualavhandling 1879), Några anmärkningar om u-omljudet i fornsvenskan (1883), Om djurornamentiken under folkvandringstiden (1893) och Ölands runinskrifter (häftr 1 1900; häfte 2 1906, redigerat av Erik Brate).
Söderberg ligger begravd på Norra kyrkogården i Lund.